# ジョヴェンサン
ジョヴェンサン、ジョヴァンサン（フランス語: Jovençan [ʒɔvɑ̃sɑ̃]）は、イタリア共和国ヴァッレ・ダオスタ州にある、人口約700人の基礎自治体（コムーネ）。

## 地理

### 位置・広がり

#### 隣接コムーネ
隣接するコムーネは以下の通り。
- アイマヴィル
- グレッサーン
- サール

## 行政

### 分離集落
ジョヴェンサンには、以下の分離集落（フラツィオーネ）がある。
- Bren, Champailler, La Prému, Turc, Verméneusaz, Pré Cognein, Turlin, Rollandin, Mont-Corvé, Plot de la Corne, Montrosset, Pendine, Gros Beylan, Les Adam (chef-lieu), Jobel, Turille, Pompiod, Pingaz, Grummel dessous, La Plante, Le Clou, Pessolin, Étral, Rotin, Chandiou